# Campeonato Amazonense de Futebol Feminino de 2018
O Campeonato Amazonense de Futebol Feminino de 2018 foi organizado pela Federação Amazonense de Futebol. O torneio deu ao melhor colocado, tirando o Iranduba, vaga na Série A2 do Campeonato Brasileiro.

## Regulamento
A primeira fase foi disputada por 4 (quatro) equipes alocadas no mesmo grupo e disputando entre si no sistema de turno único. As duas equipes melhores colocadas avançaram à final, disputada em jogos único. Caso houvesse empate entre os finalistas, o campeão seria conhecido após disputa por pênaltis.

### Critérios de desempate
Estes serão os critérios de desempate aplicados:
1. Maior número de vitórias na fase
2. Melhor saldo de gols na fase
3. Maior número de gols pró na fase
4. Confronto direto (entre dois clubes somente)
5. Sorteio na sede da Federação, em dia e horário a serem determinados

## Participantes
| Equipe              | Cidade   | Em 2017      | Títulos (último) |
| Iranduba            | Iranduba | 1º           | 7 (2017)         |
| CDC Manicoré        | Manaus   | não disputou | 0                |
| Atlético Amazonense | Manaus   | não disputou | 0                |
| 3B da Amazônia      | Manaus   | 2º           | 0                |

## Primeira Fase
| Pos | Equipe              | PG | J | V | E | D | GP | GS | SG  | Classificação              |
| --- | ------------------- | -- | - | - | - | - | -- | -- | --- | -------------------------- |
| 1   | 3B da Amazônia      | 9  | 3 | 3 | 0 | 0 | 20 | 2  | +18 | Classificados para a final |
| 2   | Iranduba            | 6  | 3 | 2 | 0 | 1 | 14 | 3  | +11 | Classificados para a final |
| 3   | Atlético Amazonense | 0  | 2 | 0 | 0 | 2 | 0  | 14 | -14 |                            |
| 4   | CDC Manicoré        | 0  | 2 | 0 | 0 | 2 | 0  | 15 | -15 |                            |

#### Primeira rodada
| 4 de Outubro | 3B da Amazônia | 8 – 0 | CDC Manicoré | Ismael Benigno |
|              |                |       |              |                |

| 4 de outubro | Iranduba | 5 – 0 | Atlético Amazonense | Ismael Benigno |
|              |          |       |                     |                |

#### Segunda rodada
| 10 de Outubro | CDC Manicoré | 0 – 7 | Iranduba | CT Alfredo Barbosa Filho |
|               |              |       |          |                          |

| 10 de Outubro | Atlético Amazonense | 0 – 9 | 3B da Amazônia | CT do 3B |
|               |                     |       |                |          |

#### Terceira rodada
| 12 de Outubro | CDC Manicoré | –    | Atlético Amazonense | Arena da Amazônia |
|               |              | W.O. |                     |                   |

| 12 de Outubro | Iranduba | 2 – 3 | 3B da Amazônia | Arena da Amazônia |
|               |          |       |                |                   |

## Fase Final
Final
| 19 de Outubro | 3B da Amazônia | 0 – 2 | Iranduba           | Arena da Amazônia |
|               |                |       | 70', 90+6' Elisa · |                   |

## Premiação
| Campeonato Amazonense de Futebol Feminino 2018 |
| ---------------------------------------------- |
| Iranduba Campeão (8º título)                   |